# Bloody Fun Day
Bloody Fun Day est un jeu vidéo de puzzle jouable par navigateur, développé par Urban Squall et édité par Kongregate. Il est sorti en 2009.